# Resolució 2256 del Consell de Seguretat de les Nacions Unides
La Resolució 2256 del Consell de Seguretat de les Nacions Unides fou adoptada el 22 de desembre de 2015. El Consell va ampliar els mandats de disset jutges del Tribunal Penal Internacional per a l'antiga Iugoslàvia i Serge Brammertz també va ser renovat com a fiscal. Fou aprovada per catorze vots a favor i l'abstenció de Rússia, que va manifestar que estava satisfet amb els retards i per la manca de mesures preses al respecte.

## Contingut
El 2010 la Resolució 1966 havia estipulat que el Tribunal de Iugoslàvia havia d'acabar a el 31 de desembre de 2014 i s'aprovaria el nou Mecanisme Residual per Tribunals Internacionals, però el treball continuava endarrerit.
Els següents magistrats permanents i ad litem van veure prorrogar el seu mandat fins a una determinada data o fins a l'expiració dels seus casos actuals:
Fins al 31 de març de 2016 
- Jean-Claude Antonetti
- Melville Baird
- O-Gon Kwon
- Flavia Lattanzi
- Howard Morrison
- Mandiaye Niang

Fins al 30 de juny de 2016
- Koffi Kumelio Afande

Fins al 31 d'octubre de 2016
- Burton Hall
- Guy Delvoie
- Antoine Kesia-Mbe Mindua

Fins al 31 de desembre de 2016 
- Carmel Agius
- Liu Daqun
- Christoph Flügge
- Theodor Meron
- Bakone Justice Moloto
- Alphons Orie
- Fausto Pocar

El mandat de Serge Brammertz com a fiscal també es va estendre fins al 31 de desembre de 2016.